# Trochalus major
Trochalus major är en skalbaggsart som beskrevs av Frey 1960. Trochalus major ingår i släktet Trochalus och familjen Melolonthidae. Inga underarter finns listade i Catalogue of Life.